# (20152) 1996 TQ7
(20152) 1996 TQ7 est un astéroïde de la ceinture principale d'astéroïdes découvert en 1996.

## Description
(20152) 1996 TQ7 a été découvert le 9 octobre 1996 à l'observatoire du Haleakalā, un centre de recherche astronomique américain faisant partie de l'Institut d'astronomie de l'Université de Hawaï situé au sommet du volcan Haleakalā sur l'île de Maui, par le programme Near Earth Asteroid Tracking (NEAT).

### Caractéristiques orbitales
L'orbite de cet astéroïde est caractérisée par un demi-grand axe de 2,29 UA, un périhélie de 2,14 UA, une excentricité de 0,06 et une inclinaison de 5,56° par rapport à l'écliptique. Du fait de ces caractéristiques, à savoir un demi-grand axe compris entre 2 et 3,2 UA et un périhélie supérieur à 1,666 UA, il est classé, selon la JPL Small-Body Database, comme objet de la ceinture principale d'astéroïdes.

### Caractéristiques physiques
(20152) 1996 TQ7 a une magnitude absolue (H) de 15,5 et un albédo estimé à 0,266.